# Senado de la Nación Argentina

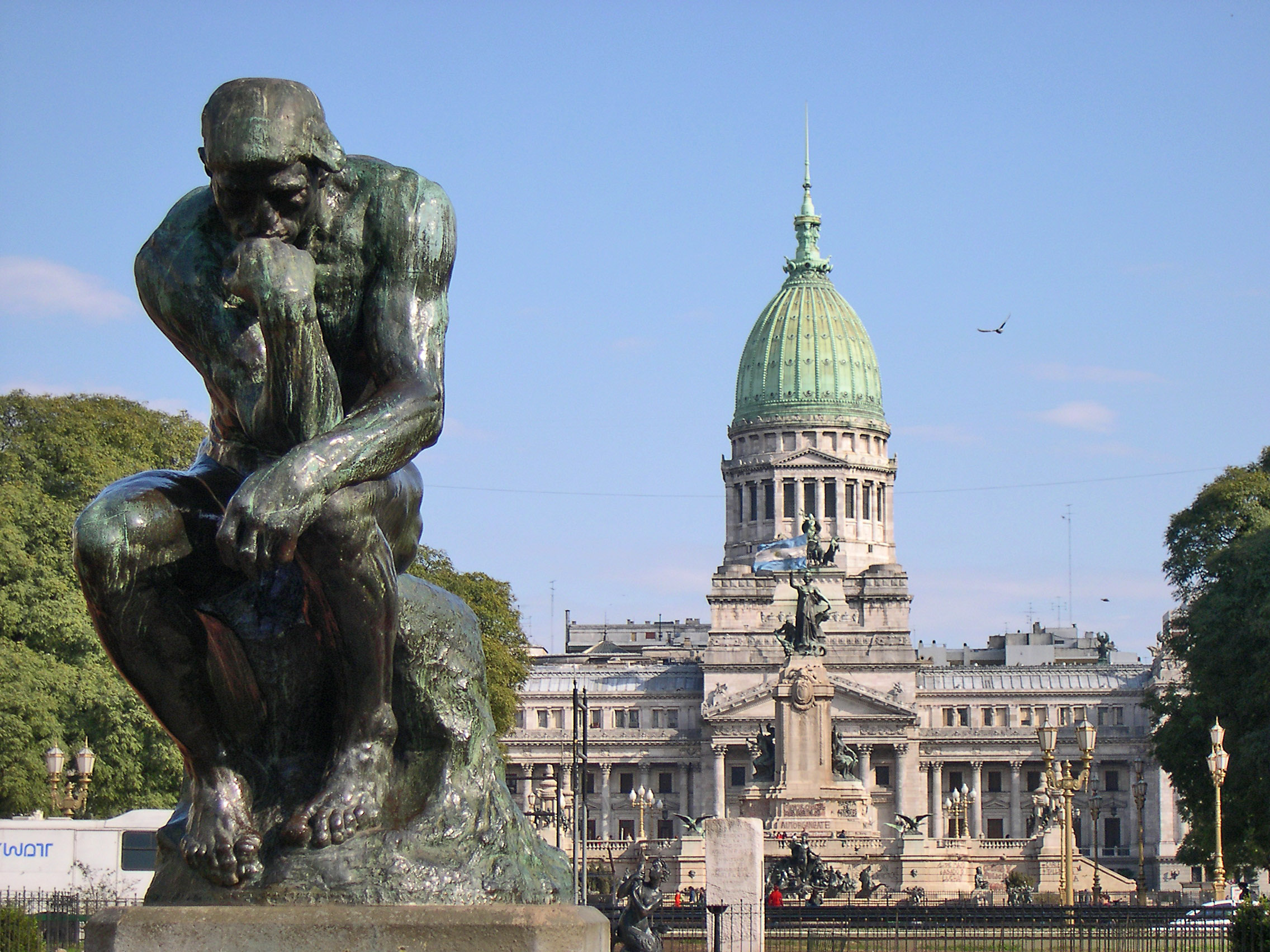
Vista frontal del Palacio del Honorable Congreso de la Nación Argentina, en la Ciudad Autónoma de Buenos Aires.

El Senado de la Nación Argentina o Cámara de Senadores de la Nación Argentina es, junto con la Cámara de Diputados, una de las dos cámaras que conforman el Congreso Nacional, que constituye el poder legislativo de la República Argentina. Es conocida informalmente como Cámara Alta, por oposición a la Cámara de Diputados, conocida como Cámara Baja. La Cámara está integrada por 72 senadores, tres por cada uno de los 24 distritos autónomos que integran la república (23 provincias y la Ciudad Autónoma de Buenos Aires), a los cuales representan. Tienen mandatos de seis años y pueden ser reelegidos indefinidamente. Son elegidos por sufragio directo y en forma conjunta, obteniendo dos senadores el partido o coalición que obtenga la mayor cantidad de votos y un senador el que le siga en número de votos. Cada dos años la Cámara renueva un tercio de sus miembros, realizándose elecciones en tres bloques de ocho provincias rotativamente. El Senado es presidido por la persona que ocupa el cargo de vicepresidente de la Nación, quien no integra el cuerpo de senadores y solo vota en caso de empate.
El Senado tiene poderes exclusivos que no se le conceden a la Cámara de Diputados. Entre ellos está autorizar al presidente de la Nación para que declare el estado de sitio, prestar acuerdo al Poder Ejecutivo para la designación de magistrados judiciales, ministros plenipotenciarios, oficiales superiores de las Fuerzas Armadas y tener la iniciativa en leyes sobre coparticipación federal de impuestos. Además es la encargada de juzgar a los acusados por la Cámara de Diputados en juicio político: presidente de la Nación, al vicepresidente de la Nación, los ministros de Estado y los miembros de la Corte Suprema.
Al igual que la Cámara de Diputados, redacta su reglamento interno y puede decidir el disciplinamiento o incluso la expulsión de sus propios integrantes. Sus integrantes tienen fueros parlamentarios que impiden que sean detenidos, pero pueden ser revocados por los restantes componentes de la Cámara si se formulara una orden judicial que lo requiriera.
A partir de 2019 se estableció un sistema de paridad de género en los órganos legislativos nacional y subregional (Congreso Nacional y Parlamento del Mercosur), que obliga a intercalar igualitariamente hombres y mujeres en todas las listas de candidatos.
La cámara posee un canal de televisión llamado Senado TV, por el que se transmiten sesiones en vivo y se transmiten programas informativos.

## Miembros y elecciones

### Requisitos
Los requisitos para ser elegidos senador son: tener la edad de treinta años, haber sido seis años ciudadano de la Nación, y ser natural de la provincia que lo elija, o con dos años de residencia inmediata en ella.

### Elecciones
El Senado se renueva por tercios cada dos años. Los senadores son electos directamente por el pueblo. Los mandatos de los senadores son por seis años y pueden ser reelegidos en sus funciones indefinidamente. Se eligen tres senadores por provincia, correspondiendo dos bancas el partido que obtenga mayor cantidad de votos y una tercera al que quedó en segundo lugar.

### Mandatos
Tradicionalmente el senado de la Nación siempre estuvo compuesto por dos senadores por cada distrito (al igual que Estados Unidos). En la reforma de la constitución en 1994 se introdujo el tercer senador por la minoría.
La disposición transitoria cuarta indicaba que hasta las elecciones nacionales de 2001 los senadores eran elegidos por elección indirecta. Es decir, el sistema que se venía llevando antes de la reforma se siguió aplicando hasta 2001. Aquel sistema indicaba que el pueblo de cada distrito elegía primero a los miembros de la Legislatura quienes eran luego los que designaban a los senadores. Desde la elección de 2001 la designación es por voto directo del pueblo.
Las elecciones del 14 de octubre de 2001, pusieron en marcha el mecanismo definitivo que consagra la Constitución Nacional, luego de la reforma de 1994. En efecto, desde la mencionada reforma y hasta las elecciones aludidas, el texto constitucional determinó un sistema transitorio de elección, que concluyó con el mandato de todos los senadores el 9 de diciembre de 2001, y dispuso el comienzo de una nueva etapa con diversas novedades, que incluye la duración de los mandatos (6 años, anteriormente 9 años) y la renovación parcial de la Cámara (cada 2 años). Al determinarse constitucionalmente la renovación parcial del Cuerpo, este primer Senado en la nueva etapa, decidió por la suerte los legisladores que cumplirán mandato de dos, cuatro y seis años, por única vez. A estos efectos, cabe señalar que todos los senadores de un mismo distrito concluyen su mandato conjuntamente, ya que es la única forma de poder elegir dos representantes por el partido que gane la elección y uno por el que finalice en segundo término.
El artículo 56 in fine de la constitución establece: el Senado se renovará a razón de una tercera parte de los distritos electorales cada dos años. Esto se logró al dividir los distritos en tres partes grupos. Así, como ya se explicó, los mandatos de los senadores de un tercio de los distritos duró excepcionalmente dos años, los mandatos de otro tercio cuatro mientras que los mandatos del último tercio no tuvieron modificaciones al poder cumplir el mandato completo de seis años. Los grupos quedaron conformados de la siguiente manera:
- Grupo I: Distritos que primero renuevan sus senadores: 2021-2027

Los senadores de las provincias: Catamarca, Córdoba, Corrientes, Chubut, La Pampa, Mendoza, Santa Fe y Tucumán.
- Grupo II: Distritos que renuevan sus senadores en segundo término: 2023-2029

Los senadores de las provincias: Buenos Aires, Formosa, Jujuy, La Rioja, Misiones, San Juan, San Luis y Santa Cruz.
- Grupo III: Distritos que renuevan sus senadores en tercer lugar: 2019-2025

Los senadores de las provincias: Chaco, Entre Ríos, Neuquén, Río Negro, Salta, Santiago del Estero y Tierra del Fuego, así como los senadores de la Ciudad Autónoma de Buenos Aires.

### Juramento
Los Senadores electos deben jurar en la sesión preparatoria, o en la primera sesión que asistan, ante la Constitución Nacional Argentina, a viva voz, siendo interrogados en los términos siguientes:

¿Juráis á la Patria, por Dios y estos Santos Evangelios, desempeñar debidamente el cargo de Senador que ella os ha confiado para el Congreso Federal de la Confederación Argentina, y obrar en todo de conformidad con lo que prescribe la Constitución Nacional?

o pudiendo ser elegida:

¿Juráis a la Patria desempeñar debidamente el cargo de Senador que os ha sido confiado y obrar en todo de conformidad con lo que prescribe la Constitución Nacional?

Practicado el juramento, en los dos primeros casos el presidente señalará: “Si así no lo hiciereis, Dios y la Patria os lo demanden”; o “Si así no lo hiciereis, la Patria os lo demande”, respectivamente.

## Composición actual
El Senado de la nación Argentina es la cámara alta del Congreso de la Nación Argentina y está compuesto por 72 senadores. Son tres senadores por cada una de las 23 provincias y tres por la Ciudad de Buenos Aires, que son electos por períodos de 6 años.
| Interbloques                      | Interbloques                                                     | Bloques                                     | Presidentes de bloque |
| --------------------------------- | ---------------------------------------------------------------- | ------------------------------------------- | --------------------- |
|                                   | Unión por la Patria (34) (Presidente: José Mayans)               | Frente Nacional y Popular (15)              | José Mayans           |
| Unidad Ciudadana (15)             | Unión por la Patria (34) (Presidente: José Mayans)               | Juliana Di Tullio                           |                       |
| Convicción Federal (4)            | Unión por la Patria (34) (Presidente: José Mayans)               | Fernando Aldo Salino                        |                       |
|                                   | Unión Cívica Radical (13)                                        | Unión Cívica Radical (13)                   | Eduardo Vischi        |
|                                   | Frente Pro (7)                                                   | Frente Pro (7)                              | Alfredo de Ángeli     |
|                                   | La Libertad Avanza (6)                                           | La Libertad Avanza (6)                      | Ezequiel Atauche      |
|                                   | Las Provincias Unidas (5) (Presidente: Carlos Mauricio Espínola) | Cambio Federal (1)                          | Juan Carlos Romero    |
| Unidad Federal (2)                | Las Provincias Unidas (5) (Presidente: Carlos Mauricio Espínola) | Carlos Mauricio Espínola                    |                       |
| Movimiento Neuquino (1)           | Las Provincias Unidas (5) (Presidente: Carlos Mauricio Espínola) | Carmen Lucila Crexell                       |                       |
| Despierta Chubut (1)              | Las Provincias Unidas (5) (Presidente: Carlos Mauricio Espínola) | Edith Elizabeth Terenzi                     |                       |
|                                   | Innovación Federal (3) (Presidenta: Mónica Esther Silva)         | Frente Renovador de la Concordia Social (2) | Carlos Omar Arce      |
| Juntos Somos Río Negro (1)        | Innovación Federal (3) (Presidenta: Mónica Esther Silva)         | Mónica Esther Silva                         |                       |
|                                   | Por Santa Cruz (2)                                               | Por Santa Cruz (2)                          | José María Carambia   |
|                                   | Por la Justicia Social (1)                                       | Por la Justicia Social (1)                  | Beatriz Luisa Ávila   |
|                                   | Libertad, Trabajo y Progreso (1)                                 | Libertad, Trabajo y Progreso (1)            | Francisco Paoltroni   |
| Fuente: actualizada al 26/03/2025 |                                                                  |                                             |                       |

## Autoridades
| Funcionario     | Funcionario          | Cargo                  | Interbloque | Interbloque           | Partido                     | Provincia              |
| --------------- | -------------------- | ---------------------- | ----------- | --------------------- | --------------------------- | ---------------------- |
|                 | Victoria Villarruel  | Presidenta             |             | La Libertad Avanza    | Partido Demócrata           | Ciudad de Buenos Aires |
|                 | Bartolomé Abdala     | Presidente provisional |             | La Libertad Avanza    | Partido Libertario          | San Luis               |
|                 | Silvia Sapag         | Vicepresidenta         |             | Unión por la Patria   | Movimiento Popular Neuquino | Neuquén                |
| Carolina Losada | Carolina Losada      | Vicepresidenta primera |             | Unión Cívica Radical  | Unión Cívica Radical        | Santa Fe               |
|                 | Alejandra María Vigo | Vicepresidenta segunda |             | Las Provincias Unidas | Partido Justicialista       | Córdoba                |

### Presidencia
La persona que ejerce la Vicepresidencia de la Nación es a su vez quien preside el Senado. El o la presidente no discute ni opina sobre el asunto que se delibera, solo vota en caso de empate. Es quien se encarga de dirigir el debate, de nombrar a los funcionarios legislativos y empleados administrativos para el funcionamiento del día a día de la Cámara. Solo el o la presidente habla en nombre del Senado.
El hecho de que la Cámara sea presidida por una persona de fuera de su seno es una necesidad desde el punto de vista de la conformación del Senado, ya que ello permite que todas las provincias tengan igual representación e igual número de votos.

### Mesa de autoridades
El Senado designa una Mesa compuesta por un Presidente Provisional, un vicepresidente, un vicepresidente 1° y un vicepresidente 2° de entre sus miembros. Esta Mesa se ve asistida por dos Secretarios y tres Prosecretarios que no son legisladores; sus funciones son parlamentarias, administrativas y de coordinación. La referida Mesa tiene por finalidad, en el aspecto parlamentario, conducir las sesiones y asistir a la labor legislativa, y en los restantes, producir los actos tendientes a mantener el funcionamiento del Cuerpo.
Los miembros de la Mesa duran un período en su mandato, el que vence el último día del mes de febrero del año siguiente. En caso de que todos cesaren en su calidad de senador serán sustituidos en el desempeño de sus funciones por los presidentes de las comisiones, de acuerdo al orden establecido en el Reglamento del Senado de la Nación Argentina. Merece particular atención la figura del presidente provisional del Senado, ya que al propio tiempo que reemplaza al presidente del Cuerpo en caso de ausencia o vacancia, de acuerdo con la Ley de Acefalía, está llamado a suceder al presidente de la República en tercer término para el supuesto de renuncia, muerte o incapacidad de aquel y de su sucesor natural, el vicepresidente de la Nación. De esta forma vemos cómo los mecanismos constitucionales producen una interrelación de poderes, orientados a preservar la representatividad en el gobierno democrático.

### Presidencia provisional
El Senado nombra a un presidente provisional que lo presida en caso de ausencia del vicepresidente de la Nación, o cuando este ejerce las funciones de presidente de la Nación. También elige tres vicepresidentes. El presidente provisional, el vicepresidente, el vicepresidente 1º y el vicepresidente 2º son las autoridades del Senado. En los casos en que la Presidencia del cuerpo es ejercida por un senador, corresponde que este vote en las cuestiones sometidas a resolución de la Cámara, ejerciendo, en caso de empate de la votación, el derecho de decidir la misma.

### Secretarios y prosecretarios
El Senado designa dos Secretarios y tres Prosecretarios que no son legisladores; sus funciones son parlamentarias, administrativas y de coordinación.

### Dependencias del Senado
| Dependencia                                              | Titular                      |
| -------------------------------------------------------- | ---------------------------- |
| Dirección General de Comisiones                          | Magdalena Molina             |
| Dirección General de Relaciones Institucionales          | David Axel Cohen             |
| Dirección General de Relaciones Internacionales          | Solana Marchesan             |
| Observatorio de Derechos Humanos                         | Vacante                      |
| Programa de Gestión de Calidad y Extensión Parlamentaria | Sandra Renzini               |
| Dirección General de Administración                      | Horacio Pávito               |
| Dirección General de Asuntos Jurídicos                   | Grisela García Ortiz         |
| Dirección General de Auditoría y Control de Gestión      | Iris Speroni                 |
| Dirección General de Ceremonial, Protocolo y Audiencias  | María de las Mercedes Torres |
| Dirección General de Comunicación Institucional          | Gaspar Bosch                 |
| Dirección General de Cultura                             | Daniel Oscar Abate           |
| Dirección General de Publicaciones                       | Diego Fernando El Haj        |
| Dirección General de Recursos Humanos                    | Diego Izurieta               |
| Dirección General de Relaciones Parlamentarias           | Vacante                      |
| Dirección General de Secretaría                          | Juan Emilio Simoni           |
| Dirección General de Seguridad                           | Vacante                      |
| Dirección General de Taquígrafos                         | Pablo Adrian Volpe           |

## Bloques parlamentarios
Dos o más senadores pueden organizarse en bloques de acuerdo a sus afinidades políticas. Cuando un partido o alianza electoral existente con anterioridad a la elección de los senadores tiene solo un representante puede asimismo actuar como bloque.
En el sistema parlamentario argentino y particularmente en el Senado de la Nación, se conforman lo que se denomina “bloques políticos” los cuales reúnen a legisladores por afinidades políticas e intereses comunes y se hallan contemplados en el reglamento. Dicha institución encuentra su respaldo en una larga tradición parlamentaria argentina.El objetivo principal de esos bloques es el de mantener un criterio y estrategias políticas coherentes frente a los diversos problemas e iniciativas que se plantean. La complejidad de la tarea legislativa hace que el trabajo deba dividirse para no dispersar esfuerzos, siendo los bloques los encargados de determinar y coordinar esta tarea.
Los presidentes de bloque, líderes de la mayoría y minoría como se los conoce en otros parlamentos, son los encargados de planificar la labor parlamentaria. Estos se reúnen una vez por semana para diseñar los temas a ser tratados en las sesiones del pleno.
En el caso de haber un bloque mayoritario, es su líder el responsable de armar la agenda parlamentaria y planificar las votaciones y debates.

## Comisiones parlamentarias
El Senado usa comisiones para poder tratar temas detalladamente y en profundidad. Las comisiones tienen presidente, un vicepresidente y un secretario. Las comisiones, por intermedio de sus presidentes, están facultadas para requerir informes y realizar todas aquellas diligencias que consideren necesarias para el estudio de los asuntos sometidos a su consideración. Asimismo, pueden dictar su reglamento de funcionamiento interno y organizarse en no más de dos subcomisiones por razones de trabajo, por tiempo determinado y al solo fin de profundizar el estudio de un asunto que así lo requiera. Las comisiones pueden convocar a audiencia pública cuando deban considerar proyectos o asuntos de trascendencia pública (art. 99).
La designación de los senadores que integrarán cualquier tipo de comisión se hará en forma que los sectores políticos estén representados en la misma proporción que en el seno de la Cámara. Cada senador integrará como cinco o 6 comisiones permanentes, pero podrá presidir una sola. Los senadores que no son parte de la misma, pueden participar en sus reuniones públicas pero no pueden votar (art. 98).

### Comisiones permanentes
Las comisiones permanentes son fijas y cada una se encarga de tratar temas específicos. De acuerdo con lo establecido en el reglamento interno, en el Senado funcionan veintiséis comisiones permanentes.

#### Comisiones bicamerales
El Senado puede aceptar de la Cámara de Diputados o proponerle a esta, la creación de comisiones bicamerales o bicamerales mixtas para el estudio de materias de interés común o cuya complejidad o importancia lo hagan necesario.

#### Comisiones especiales
Sin perjuicio de las comisiones permanentes, el Senado puede resolver la creación de comisiones especiales o especiales mixtas para reunir antecedentes y dictaminar sobre una materia determinada. Se entiende por comisiones mixtas aquellas integradas por legisladores, como así también por especialistas, académicos y profesionales con formación y conocimientos en la materia objeto de la comisión de que se trate